# Łuna 11
Łuna 11 – radziecka sonda kosmiczna wystrzelona w ramach programu Łuna. Stała się trzecim (drugim radzieckim) sztucznym satelitą Księżyca.

## Przebieg misji
Start sondy odbył się 24 sierpnia 1966 roku o godzinie 08:03 GMT z kosmodromu Bajkonur. O godz. 10 Łuna 11 była oddalona od Ziemi o 26 tys. km i leciała prawidłowo. W dniu 26 sierpnia o godzinie 19:02 wykonano korektę prędkości i kierunku lotu aparatu, a w dniu 27 sierpnia, gdy statek zbliżał się do Księżyca, włączono o godzinie 21:49 rakietowy silnik hamujący, który umożliwił mu wejście na orbitę wokółksiężycową. Jej peryselenium wynosiło 160 km, aposelenium 1200 km, a okres obiegu − 2 godziny 58 minut. Zespół aparatury naukowej umożliwił wykonanie badań Księżyca i otaczającej go bezpośrednio przestrzeni. Z przebiegu zmian orbity Łuny 11 dookoła Księżyca, podobnie jak to było w wypadku Łuny 10, można było wyciągnąć wnioski dotyczące jego pola grawitacyjnego. Nachylenie orbity Łuny 11 wynosiło 27° (orbita Łuny 10 – 72°). Umożliwiło to zbadanie przede wszystkim rejonów stosunkowo bliskich równika księżycowego – obszaru szczególnie interesującego z punktu widzenia lądowania przyszłych załóg astronautów.
Aparatura Łuny 11 służyła również do badań astronomicznych. Satelita ten wyposażony został w urządzenie wykonujące obserwacje długofalowego kosmicznego promieniowania radiowego. Łuna 11, tak jak Łuna 10, nie została wykorzystana do wykonywania zdjęć powierzchni Księżyca. Obie sondy były wyposażone jedynie w ogniwa chemiczne, które ulegały stosunkowo szybkiemu wyczerpaniu. W przypadku Łuny 11 – po upływie 33 dni od chwili wejścia na orbitę wokółksiężycową po wykonaniu 277 obiegów, w czasie których zrealizowano 137 seansów łączności z satelitą, nadajniki radiowe próbnika zamilkły.
W komunikacie końcowym o działaniu Łuny 11 podkreślono, że próbnik ten dostarczył przede wszystkim podstawowych danych na temat ukształtowania pola sił ciążenia Księżyca, umożliwiając pogłębienie naszych wiadomości w tym zakresie.